# Cyprien Baguette
Cyprien Baguette (* 12. května 1989, La Louvière, Belgie) je belgický fotbalový brankář a bývalý mládežnický reprezentant, který je v současné době bez angažmá.

## Klubová kariéra
Baguette začal profesionální kariéru v roce 2007 v klubu R. Charleroi SC, kde předtím hrával v mládežnických týmech. V lednu 2013 přešel do druholigového FC Brussels.

## Reprezentační kariéra
Cyprien Baguette hrál za belgické reprezentační výběry U17, U19 a U21. Za belgickou „jedenadvacítku“ odchytal pouze jediný zápas 12. srpna 2009 proti Finsku (remíza 0:0).